# Гарека, Рикардо
Рика́рдо Альбе́рто Гаре́ка (исп. Ricardo Alberto Gareca; род. 10 февраля 1958, Тапьялес, Буэнос-Айрес) — аргентинский футболист и тренер.
Во время своей карьеры футболиста Гарека играл в составе четырёх самых сильных команд в Аргентине («Бока Хуниорс», «Ривер Плейт», «Велес Сарсфилд» и «Индепендьенте»). Он также имел успешный опыт работы в Колумбии с «Америка Кали», выиграв два чемпионских титула и был финалистом трёх розыгрышей Кубка Либертадорес.
С 1996 года Гарека работает тренером. Он выиграл один чемпионский титул в Перу (с «Университарио») и три в Аргентине (с «Велес Сарсфилд»), а также Кубок КОНМЕБОЛ с «Тальерес Кордова». Под его руководством сборная Перу вышла на чемпионат мира, сделав это впервые с 1982 года. Также с Перу доходил до полуфинала Кубка Америки 2015 и финала Кубка Америки 2019

## Карьера игрока

### Клубная карьера

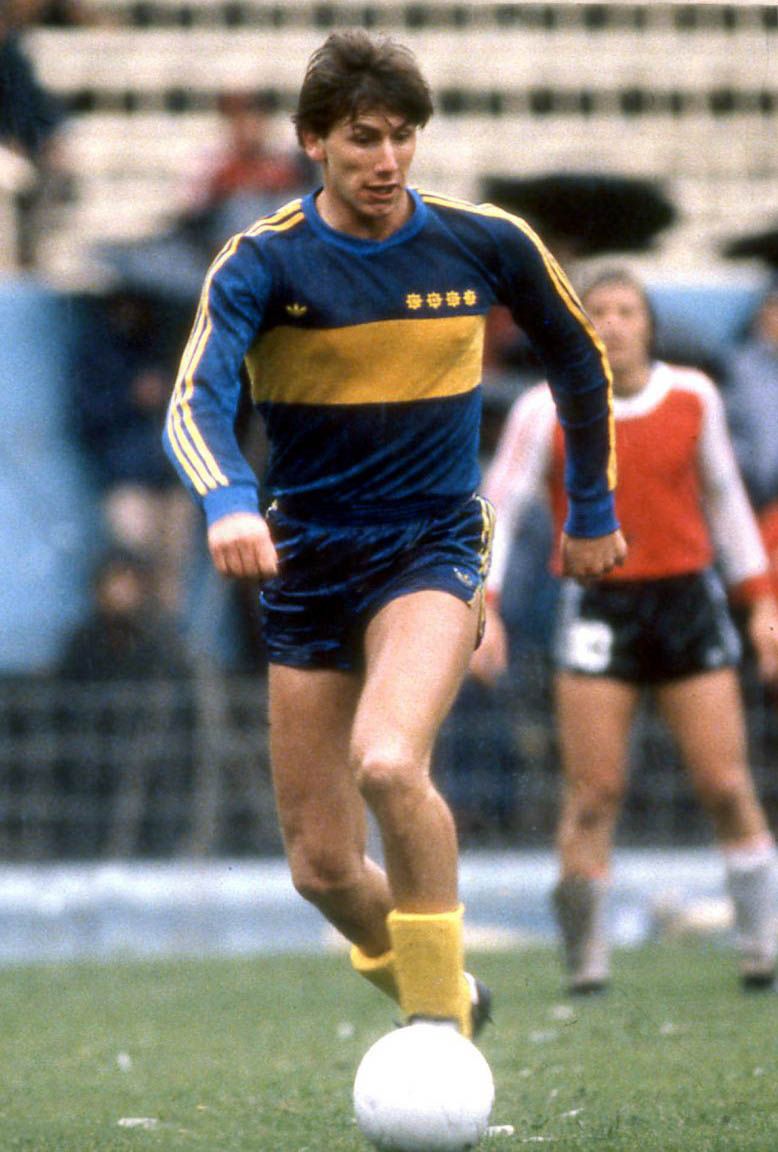
Гарека в составе «Бока Хуниорс» (1980)

Гарека начал свою профессиональную карьеру в 1978 году с «Бока Хуниорс», но он сыграл только 16 игр в первые три года с клубом. В 1981 году он был отдан в аренду в «Атлетико Сармиенто», но вернулся в «Боку» на следующий сезон, где он играл вместе с Диего Марадоной и забил 8 голов.
В 1985 году Гарека заработал вечную ненависть многих фанатов «Бока» путём перехода непосредственно к их заклятым соперникам, «Ривер Плейт» вместе с Оскаром Руджери. В отличие от Руджери Гарека, на следующий сезон, в конце 1985 года, присоединился к колумбийскому клубу «Америка Кали». Гарека выиграл два чемпионских титула с «Америкой», в 1985 и 1986 годах. Он также имел несчастье проиграть в финале Кубка Либертадорес три раза подряд (в 1985, 1986 и 1987 годах).
В 1989 году Гарека вернулся в Аргентину, где он играл за «Велес Сарсфилд» до 1992 года. В 1993 году он присоединился к «Индепендьенте», где играл последние несколько лет своей карьеры, что сделало его одним из немногих игроков, которые играли в четырёх самых успешных командах в аргентинском футболе.

### Карьера в сборной
Гарека дебютировал в сборной Аргентины в 1981 году в матче против Польши. Он сыграл 20 матчей за свою сборную, забив пять голов.

## Тренерская карьера

### На клубном уровне
Гарека начал свою карьеру тренера с «Тальерес Кордоба» в 1996 году. В 1997 году он покинул клуб, чтобы работать в «Индепендьенте», но хорошего результата не последовало, и он вернулся в «Тальерес» в том же году. Гарека привёл «Тальерес» к победе во втором дивизионе аргентинского чемпионата в 1997—1998 годах, что позволило клубу выйти в Примеру. В 1999 году он привёл их к первому для себя в качестве тренера титулу, Кубку КОНМЕБОЛ, что сделало их первой командой вне Буэнос-Айреса и провинции Санта-Фе, выигравшей этот турнир. В 2000 году Гарека присоединился к «Колону», но вскоре вернулся в «Тальерс» в третий раз.
В 2002 году «Тигр» стал тренером «Кильмеса» из второго дивизиона, а затем в 2003 году он стал тренером «Архентинос Хуниорс». Гарека почти привёл их к выходу в Примеру, но клуб столкнулся в плей-офф с бывшей командой Гареки, «Кильмес», которую они не смогли пройти, утратив шанс на повышение в классе.

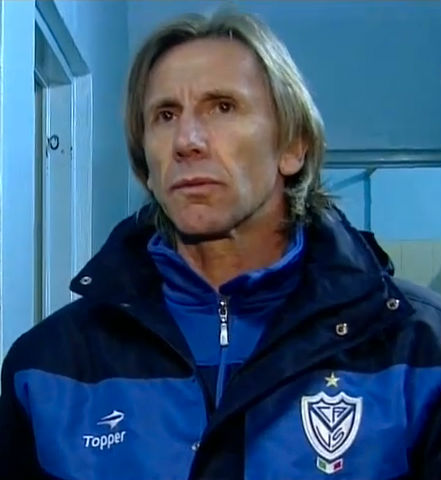
Гарека на посту тренера «Велес Сарсфилд» (3 октября 2013)

Гарека затем объединился с бывшим партнёром по команде, Оскаром Руджери в 2004 году для работы в качестве помощника в испанском клубе «Эльче». В 2005 году он стал тренером своего бывшего клуба «Америка Кали», а позже перешёл в колумбийский «Санта-Фе».
В 2006 году он вернулся в четвёртый раз в «Тальерес», но не смог предотвратить их вылет во второй дивизион. В октябре 2007 года он стал тренером перуанского «Университарио», а в июле 2008 года он привёл команду к чемпионству.
Он вернулся в Аргентину в 2009 году, чтобы стать тренером «Велес Сарсфилд». В своём первом сезоне с клубом он привёл их к чемпионству Клаусуры. «Велес» проиграл в чемпионате только один матч из девятнадцати. 2010—11 сезон был очень успешным, так как Гарека привёл «Велес», занявший второе место в Апертуре, к чемпионству в Клаусуре, набрав 43 очка в кампании (на 3 больше, чем в их прошлом победном чемпионате). 23 декабря 2013 года тренер объявил, что не будет продлевать контракт с «Велесом».
21 мая 2014 года назначен главным тренером бразильского «Палмейраса». Контракт подписан до 30 июня 2015 года. 1 сентября 2014 года уволен со своего поста. Под его руководством «Палмейрас» провёл 13 игр в бразильской Серии А 2014 (4 победы, 1 ничья и 8 поражений) и занял 16-е место в турнирной таблице после 18 тура.

### Сборная Перу
В феврале 2015 года он был назначен тренером сборной Перу. Его назначение вызвало шквал критики со стороны перуанских болельщиков. Именно Гарека в составе сборной Аргентины забил гол Перу, который помешал команде пройти квалификацию на Кубок мира 1986 года. Вступив в должность незадолго до Кубка Америки 2015 года, Гарека должен был организовать деморализованную перуанскую команду. Однако первый матч Перу под руководством Гареки закончился поражением от Венесуэлы, и давление на тренера усилилось.
Однако Гарека наладил игру команды и вывел Перу в полуфинал Кубка Америки, в итоге команда заняла третье место. Он повторил успех Кубка Америки 2011 года, и благодаря этому получил хорошие отзывы. Хотя скептицизм оставался высоким у тех, кто сравнивал Гареку с Серхио Маркаряном, который в итоге провалил отбор чемпионата мира 2014 года.
Гарека продолжил тренировать Перу в отборочных матчах чемпионата мира 2018 года, но его путь был чрезвычайно тернист. Из семи игр Перу удалось одержать только одну домашнюю победу над Парагваем, команда проиграла остальные матчи. После поражения на выезде от Боливии со счётом 0:2 начались разговоры о возможном увольнении Гареки. Однако страсти поубавились, когда выяснилось, что боливийцы выставили на поле игрока, который не имел права участвовать в матче, из-за чего Боливии присудили техническое поражение. Гарека смог мотивировать команду на лучшие результаты в оставшихся играх, команда проиграла только Бразилии и Чили, дважды сыграв вничью с Аргентиной. Домашняя победа над Уругваем в конечном итоге вывела Перу в плей-офф впервые с 1986 года. 15 ноября 2017 года Гарека привёл Перу к победе над Новой Зеландией с общим счётом 2:0, закрепив за собой место на чемпионате мира 2018 года. Это был первый мундиаль для Перу за 36 лет. Журналисты назвали этот случай величайшей иронией мирового футбола, поскольку 32 года назад сам Гарека лишил Перу места на чемпионате мира. В прессе проводились параллели между Рикардо Гарекой и Диди, который в составе Бразилии не дал Перу выйти на чемпионат мира 1958 года, а позже в качестве тренера перуанцев вывел команду на её самый успешный чемпионат мира 1970 года.
В перерыве между отборочными матчами чемпионата мира 2018 года Перу участвовало в Кубке Америки, проходившем в США, где команда показала успешные результаты, в том числе одержала победу над Бразилией, хотя и благодаря спорному голу. Затем команда Гареки выбыла в четвертьфинале, проиграв Колумбии по пенальти.
На чемпионате мира 2018 года Перу было в группе с Францией, Австралией и Данией. Перу продемонстрировало смелую игру, однако команда вылетела из группового этапа после двух поражений от Дании и Франции (будущий чемпион). В заключительном туре Перу одержало победу над Австралией со счётом 2:0.
На Кубке Америки 2019 года Гарека привёл Перу к лучшему результату за 44 года, выведя перуанцев в финал. Однако начало турнира было непростым: Перу заняло третье место и вышло в четвертьфинал. На пути к финалу команда выбила Уругвай и Чили. Несмотря на то, что Перу проиграло в финале Бразилии, это считалось огромным успехом, поскольку Перу проиграло Бразилии со счётом 5:0 на групповом этапе, и надежды были невелики. Эти успехи помогли Гареке укрепить свои позиции в качестве тренера Перу.
После поражения от сборной Австралии в плей-офф за выход в финальную часть чемпионата мира 2022 года 13 июня Гарека заявил, что не расчитывал на серию пенальти. После этого поражения Гарека выразил желание остаться тренером Перу, но он хотел играть большую роль в восстановлении футбола страны, но он не смог прийти к соглашению с федерацией и ушёл с поста тренера команды.

### Дальнейшая карьера
В марте 2023 года Гарека вернулся в «Велес Сарсфилд», подписав контракт до конца года. После череды неудачных результатов 4 июня он решил уйти с поста тренера команды.
24 января 2024 года Гарека был назначен тренером сборной Чили. Он дебютировал на теренрском мостике «Ла Рохи» в марте следующего года и оставил хорошее впечатление: обыграл Албанию со счётом 3:0 и проиграл Франции, финалисту чемпионата мира, со счётом 3:2. Южноамериканская команда выбыла на групповом этапе Кубка Америки 2024 года, заняв третье место в группе A. В официальных соревнованиях у Гареки доля побед составляла 17,4 % в 13 официальных матчах, он стал тренером с самым низким процентом побед в истории команды. 10 июня 2025 года он был уволен с должности тренера после поражения со счётом 2:0 от Боливии, «Ла Роха» потеряла математические шансы на попадание на чемпионат мира 2026 года в 16-м туре отборочных матчей.

## Достижения

### Как игрок
«Америка Кали»
- Чемпионат Колумбии: 1985, 1986

«Индепендьенте»
- Чемпионат Аргентины: Клаусура 1994
- Суперкубок Либертадорес: 1994

### Как тренер
«Тальерес Кордова»
- Примера B Насьональ: 1997/98
- Кубок КОНМЕБОЛ: 1999

«Университарио»
- Чемпионат Перу: Апертура 2008

«Велес Сарсфилд»
- Чемпионат Аргентины: Клаусура 2009, Клаусура 2011, Инисиаль 2012

Сборная Перу
- Финалист Кубка Америки 2019
- Бронзовый призёр Кубка Америки 2015